# Peter Nyborg
Peter Nyborg (n. 12 de diciembre de 1969 en Gotemburgo, Suecia) es un exjugador de tenis sueco, fundamentalmente dedicado al dobles. En su carrera conquistó cinco títulos de dobles en once finales y alcanzó el puesto N.º 38 de la modalidad en agosto de 1996. Sus cinco títulos fueron con parejas distintas.

## Títulos (5; 0+5)

### Dobles (5)
| Leyenda                |
| Grand Slam (0)         |
| Tennis Masters Cup (0) |
| ATP Masters Series (0) |
| ATP Tour (5)           |

| N.º | Fecha | Torneo     | Superficie    | Pareja           | Oponentes en la final                   | Resultado     |
| --- | ----- | ---------- | ------------- | ---------------- | --------------------------------------- | ------------- |
| 1.  | 1993  | Seúl       | Dura          | Jan Apell        | Neil Broad Gary Muller                  | 5-7 7-6 6-2   |
| 2.  | 1995  | Copenhague | Moqueta       | Mark Keil        | Guillaume Raoux Greg Rusedski           | 6-7 6-4 7-6   |
| 3.  | 1997  | Milán      | Moqueta       | Pablo Albano     | David Adams Andrei Olhovskiy            | 6-4 7-6       |
| 4.  | 1999  | Kitzbühel  | Tierra batida | Chris Haggard    | Álex Calatrava Dušan Vemić              | 6-3 6-74 7-64 |
| 5.  | 2002  | Bucarest   | Tierra batida | Jens Knippschild | Emilio Benfele Álvarez Andrés Schneiter | 6-3 6-3       |